# جودي دوبسون
جودي دوبسون (بالإنجليزية: Jodie Dobson)‏ هي مجدفة أسترالية، ولدت في 5 سبتمبر 1969.

## وصلات خارجية
- جودي دوبسون على موقع الاتحاد الدولي للتجديف (الإنجليزية)
- جودي دوبسون على موقع اللجنة الأولمبية الدولية (الإنجليزية)
- جودي دوبسون على موقع أوليمبيديا (الإنجليزية)
- جودي دوبسون على موقع اللجنة الأولمبية الأسترالية (الإنجليزية)